# تنوع بيولوجي زراعي وظيفي

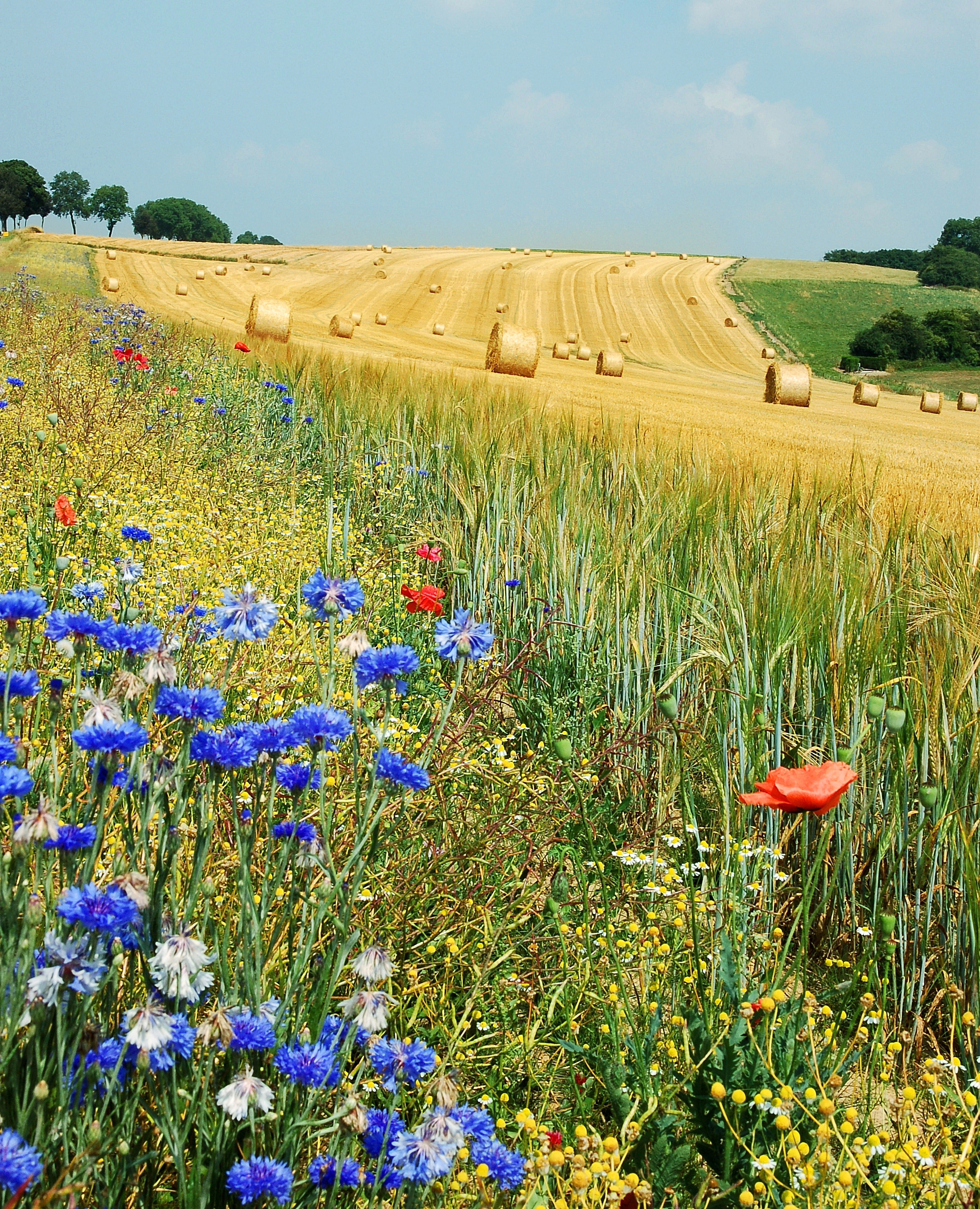

يمكن للتنوع البيولوجي - على مستوى الحقول الزراعية أو المناظر الطبيعية - والذي يوفر للنظام البيئي الخدمات التي تدعم الإنتاج الزراعي المستدام، أن يكون له كذلك أثر إضافي إيجابي على البيئتين الإقليمية والعالمية وعلى المجتمع ككل.

## رسم توضيحي تصوري للتنوع البيولوجي الزراعي الوظيفي
يوفر التنوع البيولوجي الزراعي الوظيفي للنظام البيئي خدمات تنظيمية وإمدادية وثقافية ذات أهمية حيوية لرفاهية الإنسان. فالأنشطة التعاونية الإيجابية غالبًا ما تتوفر ضمن الخدمات التنظيمية والإمدادية والثقافية ومن خلال المحافظة على التنوع البيولوجي كما يمكن لذلك أن يُرى عبر هذا الرسم التوضيحي التصوري. المنطقة الخضراء في الرسم التوضيحي تبرز التركيز الأساسي للشبكة الأوروبية التعليمية. بينما تبرز المنطقة الحمراء الأثر الإضافي الإيجابي للتنوع البيولوجي الزراعي التشغيلي على البيئة المحلية (جودة المياه والاستجمام، على سبيل المثال) والعالمية (التغير المناخي، مثلاً) وعلى المجتمع ككل. هذا الرسم التوضيحي يستند إلى تقييم النظام البيئي في الألفية (2005). خدمات الدعم غير مضمّنة لأن الأفراد لا يستخدمونها بشكل مباشر.
مؤخرًا، تم إطلاق مشروع يسمى «الشبكة الأوروبية التعليمية» حول «التنوع البيولوجي الزراعي الوظيفي» والذي تولت أمانة السر فيه المركز الأوروبي للمحافظة على الطبيعة (ECNC). تهدف هذه الشبكة إلى تبادل المعرفة والخبرات بين حدود الدول واللغات وبين الممثلين المختلفين داخل حقل التنوع البيولوجي الزراعي الوظيفي. للحصول على مزيد من المعلومات حول هذا المشروع، وكذلك التنوع البيولوجي الزراعي الوظيفي، يمكنك زيارة الموقع الإلكتروني للشبكة .